# Liste der Abgeordneten zum Burgenländischen Landtag (1938)
Diese Liste der Abgeordneten zum Burgenländischen Landtag listet alle Mitglieder des Burgenländischen Landtags während der NS-Zeit auf. Der nationalsozialistische Landtag im Burgenland bestand vom 15. März 1938 bis zum 15. Oktober 1938. Die Mitglieder wurden von Landeshauptmann Tobias Portschy am 15. März 1938 ernannt. Die Existenz des Burgenländischen Landtags endete mit der Auflösung des Bundeslandes Burgenland am 15. Oktober 1938, das mit diesem Datum zwischen den Reichsgauen Niederdonau und Steiermark aufgeteilt wurde.
| Name                 | Anmerkungen                       |
| -------------------- | --------------------------------- |
| Arnhold Hans         | stellvertretender Gauleiter       |
| Artner Andreas       |                                   |
| Baumann Ignaz        |                                   |
| Breymann Helmut      | SS-Standartenführer               |
| Erkinger Adolf       |                                   |
| Farkas Josef         |                                   |
| Gager Eduard         |                                   |
| Goger Hans           |                                   |
| Groll Ludwig         |                                   |
| Groß Kurt            | Gauinspekteur, SS-Sturmbannführer |
| Ilkow Herwig         |                                   |
| Kiss Paul            |                                   |
| Koczor Gustav        |                                   |
| Krautsack Adolf      |                                   |
| Luckmann Felix       |                                   |
| Meinhardt Josef      |                                   |
| Mittermayer Hans     |                                   |
| Neubauer Franz       |                                   |
| Nicka Eduard         |                                   |
| Popofsich Karl       |                                   |
| Posch Adolf          |                                   |
| Reheis Erich         |                                   |
| Schalk Eduard        |                                   |
| Sobota Karl          |                                   |
| Sommer Andreas       |                                   |
| Steinprinz Alois     |                                   |
| Stöger Johann        |                                   |
| Weissensteiner Anton |                                   |
| Wisotschnigg Kaspar  |                                   |
| Wurm Johann          |                                   |